# Erwin Oehme

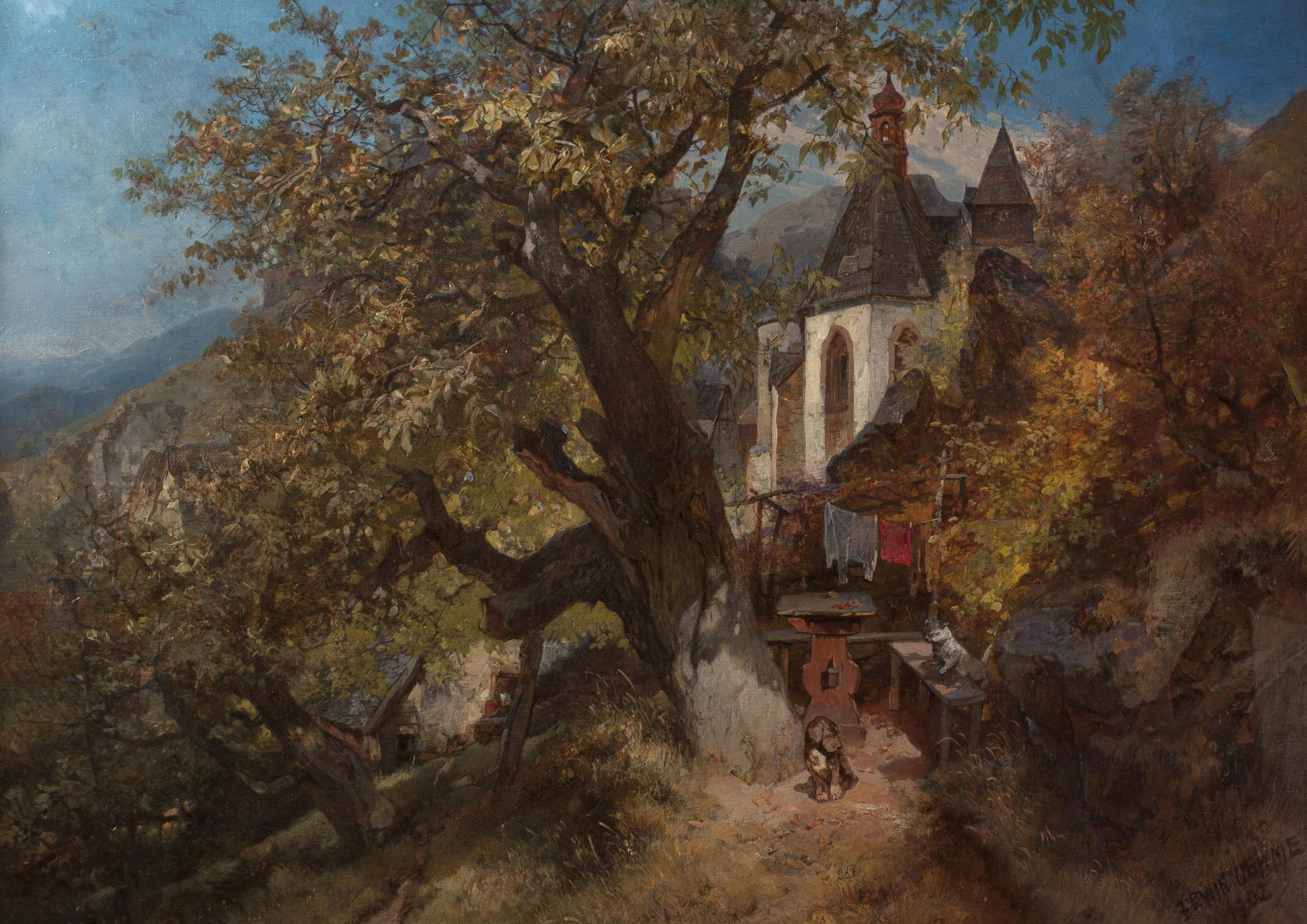
In der Bergstadt Graupen, 1902

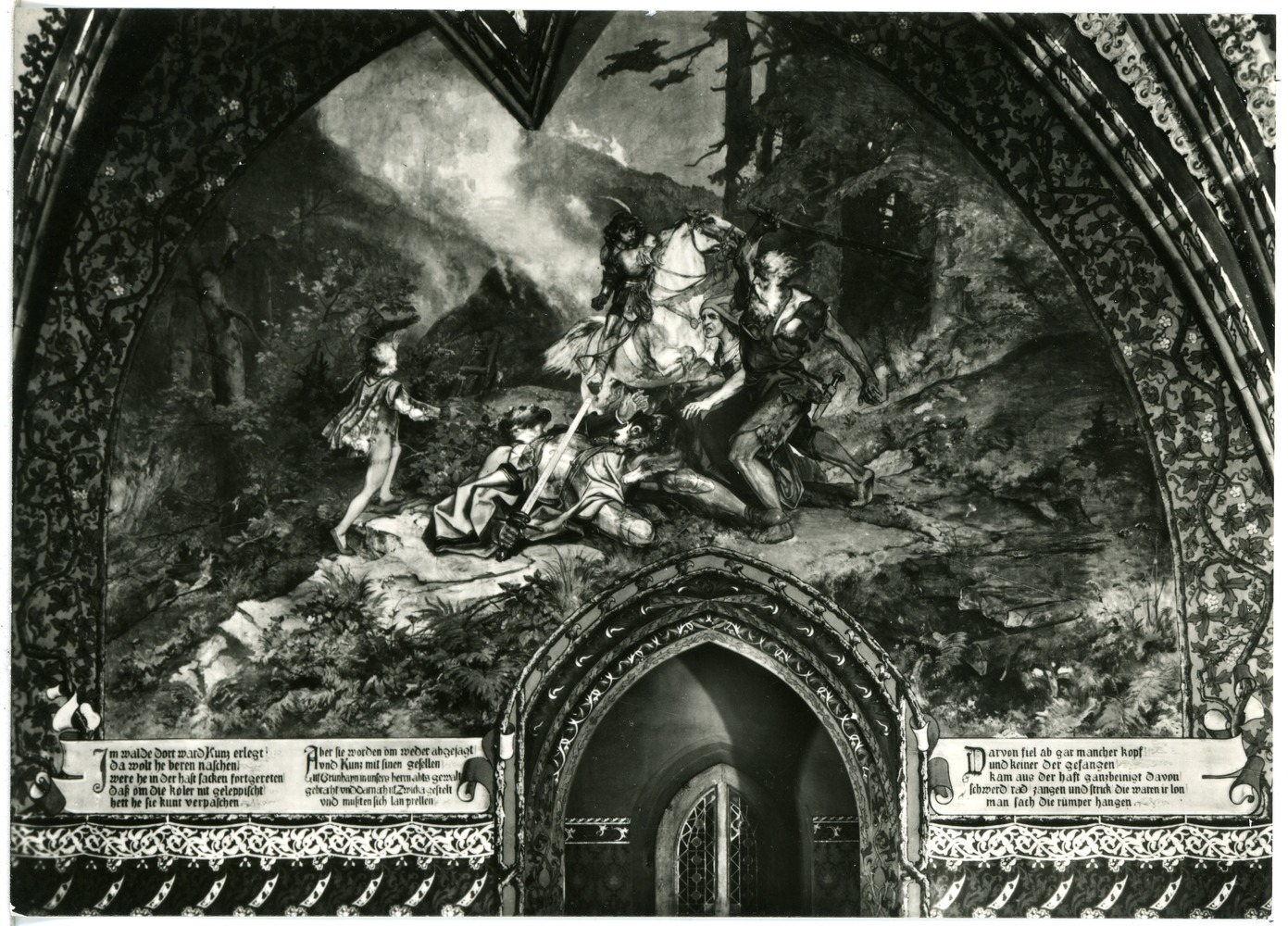
Wandgemälde Altenburger Prinzenraub auf der Albrechtsburg

Ernst Erwin Oehme (* 18. September 1831 in Dresden; † 10. Oktober 1907 in Blasewitz) war ein deutscher Maler.

## Leben
Oehme war der Sohn und Schüler des Landschaftsmalers Ernst Ferdinand Oehme. Er besuchte die Dresdner Kunstakademie und wurde 1864 deren Ehrenmitglied. Er arbeitete anschließend eine kurze Zeit unter Ludwig Richter und bildete sich dann auf Studienreisen in Deutschland, der Schweiz, England und Frankreich fort.
Er malte in Öl und Aquarell, zunächst Landschaften, dann Architekturen, Genrebilder und Porträts. Auch führte er einige Dekorationen für das Dresdner Hoftheater aus; ebenso malte er in Wasserfarben eine Reihe von Tapeten, in welchen er alte Gobelins wirkungsvoll imitierte. Auf der Albrechtsburg in Meißen schuf er das Wandgemälde Altenburger Prinzenraub.
Seine Auffassung ist poetisch, streift aber bisweilen an das Süßliche und Gezierte.
Die Dresdner Galerie Neue Meister besitzt von Oehme ein Werk Steinbruch in der Sächsischen Schweiz (1860). Es existierte auch ein Album der Königin Carola von Sachsen mit Ansichten aus Compiègne.
Oehme starb 1907 in Blasewitz. Sein Grab befindet sich auf dem Johannisfriedhof.

## Werk (Auswahl)
- Ein junges Paar vor der Brautnacht
- Leichenbegängnis im Spreewald
- Bärenjagd (Aquarell)
- Waldschenke
- Die Patrizierhochzeit (Aquarell)
- Götz von Berlichingen auf der Hornburg (Aquarell)
- Gemäldezyklus zu Friedrich Schillers »Lied von der Glocke« (heute im Ratssaal der Stadt Flöha)